# Langrenus (kráter)
Langrenus je výrazný impaktní kráter, nacházející se poblíž východní měsíční kotliny. Kráter má kruhový tvar, ale kvůli zaoblení měsíčního povrchu vypadá podlouhlý. Leží na východním pobřeží Mare Fecunditatis. Na jihu jej překrývá dvojice kráterů Vendelinus a menší Lamé.

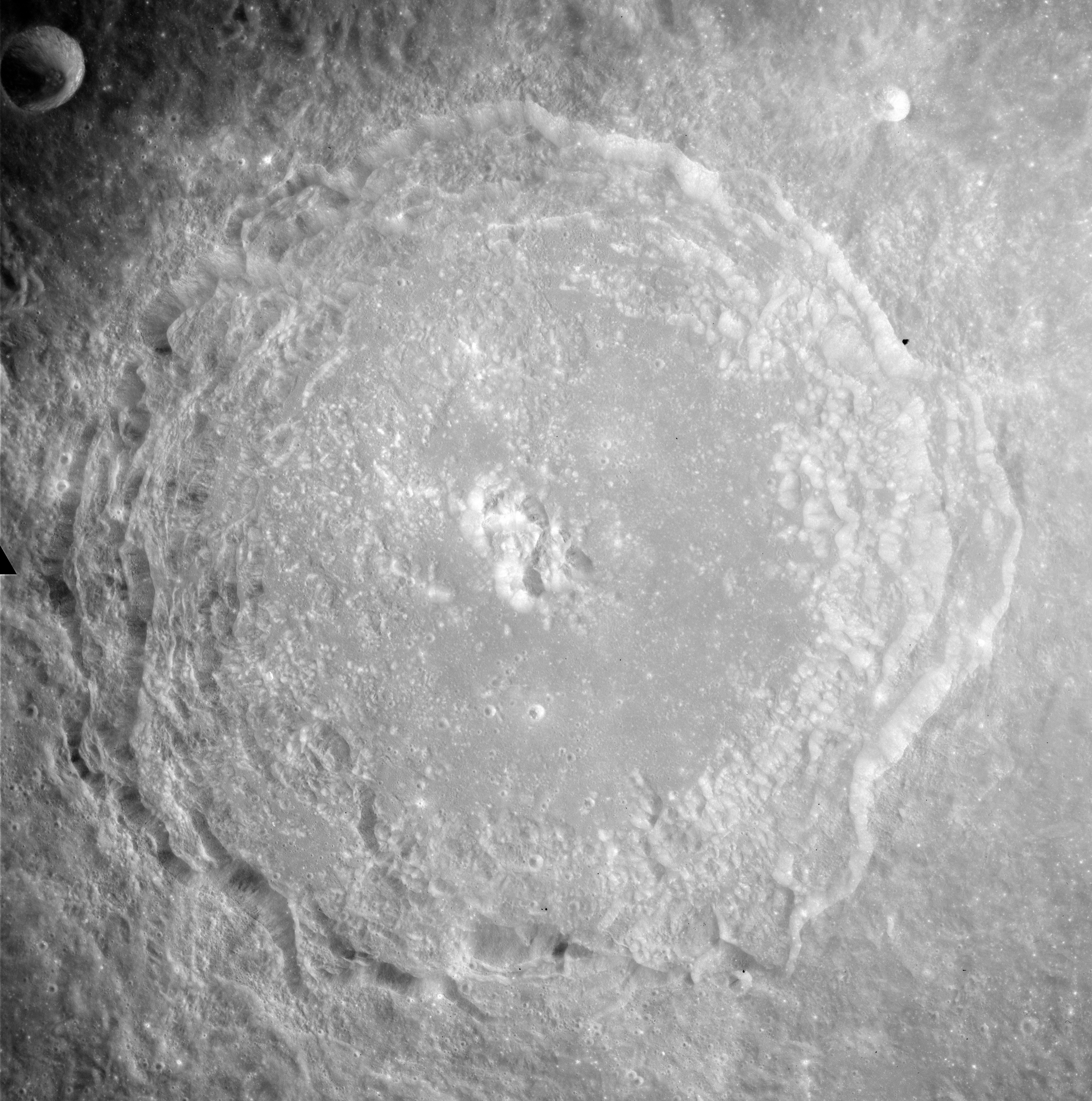

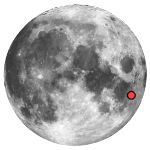
Poloha kráteru

Vnitřní stěna Langrena je široká a nepravidelně terasovitá, s průměrnou šířkou asi 20 kilometrů. Vnější valy jsou nepravidelné, kopcovité a přes val na západě se rozprostírá jasný, roztříštěný paprskový systém. Vnitřek kráteru má vyšší albedo než okolí. Dno kráteru je pokryto mnoha balvany a v severozápadní polovině je mírně nepravidelné. Centrální vrcholy stoupají asi kilometr nad dno a vrchol na východním okraji stoupá do výšky 3 km.
V minulosti nebyl tento kráter znám jako místo pro pozorování přechodných měsíčních jevů. Dne 30. prosince 1992 však Audouin Dollfus z Observatoire de Paris pomocí metrového dalekohledu pozoroval na dně tohoto kráteru sérii září. Tyto záře časem měnily podobu a profesor Dollfus vyjádřil přesvědčení, že se pravděpodobně jedná o plynnou emisi. Popraskané dno kráteru mohla být zdrojem emise plynu.
Vlámský astronom Michiel Florent van Langren byl prvním člověkem, který v roce 1645 nakreslil lunární mapu a pojmenoval spoustu útvarů. Tento kráter dokonce pojmenoval podle sebe. Je ironií, že je to jediný z jeho pojmenovaných útvarů, který si zachoval své původní označení.